# Neococcidencyrtus dryslydis
Neococcidencyrtus dryslydis är en stekelart som beskrevs av John S. Noyes 1987. Neococcidencyrtus dryslydis ingår i släktet Neococcidencyrtus och familjen sköldlussteklar. Inga underarter finns listade i Catalogue of Life.